# Telukjaya
Telukjaya is een bestuurslaag in het regentschap Karawang van de provincie West-Java, Indonesië. Telukjaya telt 4914 inwoners (volkstelling 2010).